# Lijst van voetbalinterlands Koeweit - Pakistan
Deze lijst van voetbalinterlands is een overzicht van alle officiële voetbalwedstrijden tussen de nationale teams van Koeweit en Pakistan. De landen speelden tot op heden vier keer tegen elkaar. De eerste ontmoeting, een kwalificatiewedstrijd voor de Azië Cup 1988, werd gespeeld in Kuala Lumpur (Maleisië) op 15 april 1988. Het laatste duel, een groepswedstrijd tijdens het Zuid-Azië Cup 2023, vond plaats op 24 juni 2023 in Bangalore (India).

## Wedstrijden
| № | Plaats       | Datum           | Competitie                 | Wedstrijd          | Uitslag |
| - | ------------ | --------------- | -------------------------- | ------------------ | ------- |
| 1 | Kuala Lumpur | 15 april 1988   | Azië Cup 1988 kwalificatie | Koeweit – Pakistan | 3 – 0   |
| 2 | Islamabad    | 6 januari 1989  | WK 1990 kwalificatie       | Pakistan – Koeweit | 0 – 1   |
| 3 | Koeweit      | 27 januari 1989 | WK 1990 kwalificatie       | Koeweit – Pakistan | 1 – 0   |
| 4 | Bangalore    | 24 juni 2023    | Zuid-Azië Cup 2023         | Pakistan − Koeweit | 0 − 4   |

## Samenvatting
| Competitie            | Totaal gespeeld | Winst Koeweit | Gelijk | Winst Pakistan | Doelsaldo Koeweit – Pakistan |
| --------------------- | --------------- | ------------- | ------ | -------------- | ---------------------------- |
| WK-kwalificatie       | 2               | 2             | 0      | 0              | 3 − 0                        |
| Azië Cup-kwalificatie | 1               | 1             | 0      | 0              | 3 − 0                        |
| Zuid-Azië Cup         | 1               | 1             | 0      | 0              | 4 − 0                        |
| Totaal                | 4               | 4             | 0      | 0              | 10 − 0                       |

KFA · A-internationals · Bondscoaches · Statistieken · Koeweits vrouwenelftal · Koeweit U21 · Koeweit U20 · Koeweit U19 · Koeweit U18 · Koeweit U17
1960 – 1969 · 
1970 – 1979 · 
1980 – 1989 · 
1990 – 1999 · 
2000 – 2009 · 
2010 – 2019 ·
2020 − 2029
WK 1982
OS 1980 ·
OS 1992 ·
OS 2000
1961 · 
1962 · 
1963 · 
1964 · 
1965 · 
1966 · 
1967 · 
1968 · 
1969 · 
1970 · 
1971 · 
1972 · 
1973 · 
1974 · 
1975 · 
1976 · 
1977 · 
1978 · 
1979 · 
1980 · 
1981 · 
1982 · 
1983 · 
1984 · 
1985 · 
1986 · 
1987 · 
1988 · 
1989 · 
1990 · 
1991 · 
1992 · 
1993 · 
1994 · 
1995 · 
1996 · 
1997 · 
1998 · 
1999 · 
2000 · 
2001 · 
2002 · 
2003 · 
2004 · 
2005 · 
2006 · 
2007 · 
2008 · 
2009 · 
2010 · 
2011 · 
2012 · 
2013 ·
2014 ·
2015 ·
2016 ·
2017 ·
2018 ·
2019 ·
2020 ·
2021 ·
2022
Afghanistan ·
Algerije ·
Armenië ·
Australië ·
Azerbeidzjan ·
Bahrein ·
Bangladesh ·
Bhutan ·
Bosnië en Herzegovina ·
Bulgarije ·
Cambodja ·
China ·
Colombia · 
Cyprus ·
DDR ·
Duitsland ·
Ecuador ·
Egypte ·
Engeland ·
Filipijnen ·
Finland ·
Frankrijk ·
Hongarije · 
Hongkong ·
IJsland ·
India ·
Indonesië ·
Irak ·
Iran ·
Ivoorkust ·
Japan ·
Jemen ·
Jordanië ·
Kameroen ·
Kazachstan ·
Kenia ·
Kirgizië ·
Laos ·
Letland ·
Libanon ·
Libië ·
Litouwen ·
Macau ·
Maleisië ·
Mali ·
Malta ·
Marokko ·
Mongolië ·
Myanmar ·
Nepal ·
Nieuw-Zeeland ·
Noord-Korea ·
Noorwegen ·
Oeganda ·
Oezbekistan ·
Oman ·
Pakistan ·
Palestina ·
Polen ·
Portugal ·
Qatar ·
Saoedi-Arabië ·
Singapore ·
Slowakije ·
Soedan ·
Sovjet-Unie ·
Syrië ·
Tadzjikistan ·
Taiwan ·
Thailand ·
Trinidad en Tobago ·
Tsjechië ·
Tsjecho-Slowakije ·
Tunesië ·
Turkmenistan ·
Verenigde Arabische Emiraten ·
Verenigde Staten ·
Vietnam ·
Wales ·
Zambia ·
Zimbabwe ·
Zuid-Korea ·
Zuid-Vietnam
Engeland (1982) · 
Frankrijk (1982) · 
Tsjecho-Slowakije (1982)
PFF · A-Internationals · Olympisch elftal · Pakistaans vrouwenelftal
1950 – 1959 · 
1960 – 1969 · 
1970 – 1979 · 
1980 – 1989 · 
1990 – 1999 · 
2000 – 2009 · 
2010 – 2019 ·
2020 − 2029
Afghanistan ·
Bahrein ·
Bangladesh ·
Bhutan ·
Brunei ·
Cambodja ·
China ·
Djibouti ·
Filipijnen ·
Guam ·
India ·
Indonesië ·
Irak ·
Iran ·
Israël ·
Japan ·
Jemen ·
Jordanië ·
Kazachstan ·
Kenia ·
Kirgizië ·
Koeweit ·
Libanon ·
Macau ·
Malediven ·
Maleisië ·
Mauritius ·
Myanmar ·
Nepal ·
Noord-Korea ·
Oman ·
Palestina ·
Qatar ·
Saoedi-Arabië ·
Singapore ·
Sri Lanka ·
Syrië ·
Tadzjikistan ·
Taiwan ·
Thailand ·
Turkije ·
Turkmenistan ·
Verenigde Arabische Emiraten ·
Zuid-Korea ·
Zuid-Vietnam